# Joseph Barbera
Joseph Roland «Joe» Barbera (24. marts 1911 – 18. december 2006) var en amerikansk animator, tegneserietegner, storyboard-forfatter, regissør og producent
Han grundlagde Hanna-Barbera-studiet i 1957 sammen med kompagnonen «Bill» William Hanna. Studiet havde stor succes med at producere tegneserier, som f.eks. Tom og Jerry, The Huckleberry Hound Show, The Flintstones, The Jetsons, Scooby-Doo, foruden musicalfilmen Charlotte's Web.
I 1960'erne viste Danmarks Radio bl.a. Familien Flintstone hver lørdag eftermiddag.
Joseph Barbera var født i New York City og døde i Los Angeles.